# Pommelsbrunn
Pommelsbrunn es un municipio situado en el distrito de País de Núremberg, en el estado federado de Baviera (Alemania), con una población a finales de 2016 de unos 5239 habitantes.
Se encuentra ubicado en la zona centro-norte del estado, en la región de Franconia  Media, a poca distancia de la ciudad de Núremberg y del río Pegnitz —un afluente del río Meno que a su vez, lo es del Rin—.